# Мартынкова, Елена Александровна
Елена Александровна Мартынкова (укр. Олена Олександрівна Мартинкова; род. 22 сентября 2000, Краматорск, Донецкая область) — украинская и литовская шахматистка, международный мастер среди женщин. Мастер спорта Украины.
Выросла в Краматорске, училась в Лицее № 4 «Успех», затем — в Донбасской государственной машиностроительной академии по специальности «физическая культура и спорт». В шахматах ученица своего отца — Александра Викторовича Мартынкова, директора Донецкого областного шахматного клуба имени А. В. Момота. Неоднократная чемпионка и призёрка первенств Украины в различных возрастных категориях. Победительница женского командного первенства Европы U-18 в 2016 г. (участвовали 14 команд из 8 стран).
Бронзовый призёр чемпионатов Украины по классическим шахматам 2019 и 2021 гг. Чемпионка Украины по блицу 2018 г.
В 2022 году, вскоре после вторжения России в Украину, Мартынкова переехала в Литву.
Чемпионка Литвы (2022, 2023). Победительница командного чемпионата страны по быстрым шахматам (2022) и женского командного чемпионата страны (2023) в составе Паневежисского шахматного клуба. В составе сборной Литвы участница женской олимпиады 2022 г.

## Спортивные результаты
Выступления в национальных чемпионатах с классическим контролем времени:
| Год  | Город                             | Соревнование                                | + | − | = | Результат | Место      | Примечания                          |
| ---- | --------------------------------- | ------------------------------------------- | - | - | - | --------- | ---------- | ----------------------------------- |
| 2016 | Днепропетровск                    | Полуфинал 76-го женского чемпионата Украины | 6 | 0 | 3 | 7½ из 9   | 1          | Швейцарская система, 25 участниц.   |
|      | Ровно                             | 76-й женский чемпионат Украины              | 1 | 5 | 3 | 2½ из 9   | 10         | Круговая система, 10 участниц.      |
| 2017 | с. Омельник (Кременчугский район) | Полуфинал 86-го мужского чемпионата Украины | 3 | 3 | 3 | 4½ из 9   | 40 (35—52) | Швейцарская система, 83 участника.  |
| 2018 | Краматорск                        | Полуфинал 78-го женского чемпионата Украины | 6 | 2 | 1 | 6½ из 9   | 3          | Швейцарская система, 24 участницы.  |
|      | Киев                              | 78-й женский чемпионат Украины              | 3 | 4 | 2 | 4 из 9    | 6 (5—7)    | Круговая система, 10 участниц.      |
| 2019 | с. Омельник (Кременчугский район) | Полуфинал 88-го мужского чемпионата Украины | 4 | 2 | 3 | 5½ из 9   | 21 (14—23) | Швейцарская система, 78 участников. |
| 2019 | Луцк                              | 79-й женский чемпионат Украины              | 3 | 2 | 4 | 5 из 9    | 3 (3—5)    | Круговая система, 10 участниц.      |
| 2020 | с. Омельник (Кременчугский район) | 89-й мужской чемпионат Украины              | 1 | 2 | 6 | 4 из 9    | 24 (23—27) | Швейцарская система, 38 участников. |
| 2020 | Херсон                            | 80-й женский чемпионат Украины              | 2 | 4 | 3 | 3½ из 9   | 16 (16—18) | Швейцарская система, 20 участниц.   |
| 2021 | Днепр                             | Полуфинал 81-го женского чемпионата Украины | 4 | 1 | 4 | 6 из 9    | 5 (5—6)    | Швейцарская система, 28 участниц.   |
| 2021 | Харьков                           | 81-й женский чемпионат Украины              | 3 | 1 | 5 | 5½ из 9   | 3 (2—3)    | Круговая система, 10 участниц.      |
| 2022 | Вильнюс                           | Полуфинал 89-го мужского чемпионата Литвы   | 4 | 0 | 5 | 6½ из 9   | 6 (4—7)    | Швейцарская система, 72 участника.  |
| 2022 | Каунас                            | 75-й женский чемпионат Литвы                | 7 | 0 | 2 | 8 из 9    | 1          | Круговая система, 10 участниц.      |